# Лігай-Ейкерс (Флорида)
Лігай-Ейкерс (англ. Lehigh Acres) — переписна місцевість (CDP) в США, в окрузі Лі штату Флорида. Населення — 114 287 осіб (2020).

## Географія
Лігай-Ейкерс розташований за координатами 26°36′46″ пн. ш. 81°38′20″ зх. д. / 26.61278° пн. ш. 81.63889° зх. д. (26.612695, -81.638845).  За даними Бюро перепису населення США в 2010 році переписна місцевість мала площу 243,62 км², з яких 239,74 км² — суходіл та 3,88 км² — водойми.

## Демографія
Згідно з переписом 2010 року, у переписній місцевості мешкали 86 784 особи в 29 207 домогосподарствах у складі 22 018 родин. Густота населення становила 356 осіб/км².  Було 38995 помешкань (160/км²).
Расовий склад населення:
| - 67,5 % — білих - 19,3 % — чорних або афроамериканців - 1,2 % — азіатів - 0,4 % — корінних американців - 0,1 % — вихідців з тихоокеанських островів - 8,3 % — осіб інших рас |

До двох чи більше рас належало 3,3 %. Частка іспаномовних становила 34,3 % від усіх жителів.
За віковим діапазоном населення розподілялося таким чином: 30,1 % — особи молодші 18 років, 59,6 % — особи у віці 18—64 років, 10,3 % — особи у віці 65 років та старші. Медіана віку мешканця становила 32,3 року. На 100 осіб жіночої статі у переписній місцевості припадало 97,0 чоловіків;  на 100 жінок у віці від 18 років та старших — 93,4 чоловіків також старших 18 років.
Середній дохід на одне домашнє господарство  становив 48 618 доларів США (медіана — 40 226), а середній дохід на одну сім'ю — 50 993 долари (медіана — 41 773). Медіана доходів становила 33 409 доларів для чоловіків та 27 113 долари для жінок. За межею бідності перебувало 21,8 % осіб, у тому числі 32,2 % дітей у віці до 18 років та 11,1 % осіб у віці 65 років та старших.
Цивільне працевлаштоване населення становило 44 350 осіб. Основні галузі зайнятості: освіта, охорона здоров'я та соціальна допомога — 22,0 %, роздрібна торгівля — 16,1 %, мистецтво, розваги та відпочинок — 12,7 %, будівництво — 12,0 %.